# Lynn Coady

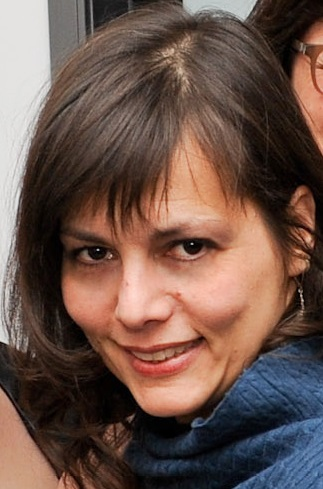
Lynn Coady 2014

Lynn Coady (* 24. Januar 1970 in Port Hawkesbury, Kap-Breton-Insel, Nova Scotia) ist eine kanadische Schriftstellerin englischer Sprache.

## Leben
Lynn Coady wuchs in einer Adoptivfamilie in ihrer Heimatstadt Port Hawkesbury auf. Nach dem Studienabschluss an der Carleton University in Ottawa zog sie nach New Brunswick, wo sie neben mehreren Jobs versuchte, Dramatikerin zu werden. Anschließend zog sie nach Vancouver und studierte Kreatives Schreiben an der University of British Columbia.
Mit ihrem Roman Strange Heaven debütierte Coady 1998 als Schriftstellerin. Damit erhielt sie 1998 eine Shortlist-Nominierung für den renommierten Governor General’s Award for Fiction. Sowohl mit ihrem Kurzgeschichtendebüt Play the Monster Blind als auch mit ihrer zweiten, 2013 veröffentlichten, Kurzgeschichte Hellgoing wurde sie für den Rogers Writers’ Trust Fiction Prize nominiert. Außerdem wurde sie für letztere mit dem Scotiabank-Giller-Preis ausgezeichnet.

## Werke (Auswahl)
Kurzgeschichten
- Play the Monster Blind (2000)
  - daraus: A great man's passing, in The Oxford Book of stories by Canadian women in English. Hg. Rosemary Sullivan, Oxford University Press Canada, Don Mills (Ontario) 1999, S. 560–580 (im Online-Buchhandel einsehbar)
- Hellgoing (2013)

Romane
- Strange Heaven (1998)
- Saints of Big Harbour (2002)
- Mean Boy (2006)
- The Antagonist (2011)
  - Übers. Clara Drechsler, Harald Hellmann: Abgeschrieben. Kein & Aber Zürich 2012

Sachbücher
- Who needs books? Reading in the digital age. University of Alberta Press, Edmonton 2016 ISBN 1-77212-124-X